# Agnès Fienga
Agnès Fienga, née en 1973, est une astronome française travaillant à l'Observatoire de la Côte d'Azur, au laboratoire Géoazur.

## Biographie
Agnès Fienga est née en 1973. Arpès avoir soutenu, en 1999, une thèse à l'Observatoire de Paris, elle séjourne au JPL, puis au CNES, au sein desquels elle travaille sur la navigation spatiale. Elle est reçue, en 2002, au concours de recrutement des astronomes-adjoints et est affectée à l'IMCCE, au sein duquel elle travaille sur l'ajustement aux observations des théories analytiques du mouvement planétaire. Par la suite, elle rejoint l'Observatoire de Besançon puis, en 2013, l'Observatoire de la Côte d'Azur. Elle est reçue, en 2016, au concours de recrutement des astronomes.
Elle est active dans l'élaboration des éphémérides planétaires et est membre de l'Union astronomique internationale (UAI),. Elle a collaboré avec E. Myles Standish (en) sur des travaux de recherche liés aux astéroïdes et à leur impact sur les mouvements orbitaux.
Elle est connue pour avoir conçu, avec Jacques Laskar, l'INPOP (« Intégrateur numérique planétaire de l'Observatoire de Paris ») utilisé par l'ESA pour la navigation et l'analyse des données des missions Gaia, BepiColombo et JUICE.
En 2019, elle fait partie des chercheurs qui, en utilisant les données de la télémétrie laser-Lune, parviennent à déterminer le rayon du noyau de la Lune à 381 km avec une incertitude de ±12 km, améliorant ainsi d'un facteur 3 les précédentes estimations. L'article rapportant le résultat est publié dans les Geophysical Research Letters.
La même année, elle fait partie des chercheurs qui obtiennent une nouvelle contrainte sur la masse du graviton. L'article reportant le résultat est publié dans les Physical Review Letters ; il est mis en avant dans un article de la revue Physics et fait l'objet d'un article dans Forbes.
Agnès Fienga s'intéresse également à l'étude des théories de la gravitation à partir des mouvements planétaires. Elle a récemment étudié les données de la sonde Cassini et mis en évidence un mouvement anormal de l'orbite de Saturne, selon les résultats d'Elena V. Pitjeva[réf. nécessaire].
Selon la base de données ADS NASA, le h-index d'Agnès Fienga est de 9, avec un nombre total de citations (auto-citations exclues) égal à 208[réf. nécessaire].
En avril 2002, (15986) Fienga, un astéroïde découvert en décembre 1998 à Caussols par l'ODAS, est nommé en son honneur.